# Nyoma kyamburensis
Nyoma kyamburensis är en skalbaggsart som beskrevs av Karl Adlbauer 1998. Nyoma kyamburensis ingår i släktet Nyoma och familjen långhorningar. Inga underarter finns listade i Catalogue of Life.